# بوليجلوتا أفريكانا
بوليجلوتا أفريكانا هي دراسة نشرها في عام 1854 المبشِّر الألماني سيغيسموند فيلهلم كويل (1823-1902)، يقارن فيها المؤلف 280 كلمة من 200 لهجه ولغة أفريقية (أو حوالي 120 لغة منفصلة وفقا للتصنيف الحالي؛ وقد تبين فيما بعد أن العديد من الأصناف التي اعتبرها كويل متميزة تنتمي إلى نفس اللغة). وكدراسة مقارنة، كان ذلك اختراقًا كبيرًا في ذلك الوقت.
أسس كويل معلوماته على ملاحظات مباشرة، معظمها مع العبيد المحررين في فريتاون، سيراليون. قام بتدوين البيانات باستخدام نص صوتي موحد. لم تكن نصوص كويل دقيقة دائما؛ على سبيل المثال، كان دائمًا ما يخلط بين [s] و [tʃ] مع [dʒ]. كانت بياناته متسقة بما فيه الكفاية، لتمكين مجموعات من اللغات على أساس تشابه المفردات. ومن الجدير بالذكر أن المجموعات التي أنشأها تتوافق في عدد من الحالات مع المجموعات الحديثة:
شمال غرب المحيط الأطلسي
شمال غرب السودان العليا/مانديغا -ماندي
شمال شرق السودان -غور
ومع ان دراسة كويل لم تكن أول دراسة من نوعها تقارن لغات أفريقية مختلفة، (مثلا، أنتج مرسل يدعى جون كلارك عملا مماثلا سنة ١٨٤٨،  ولا تزال هانا كيلهام في وقت سابق قد أنتجت كتابها نماذج من اللغات الأفريقية، تحدَّث في مستعمرة سيراليون سنة ١٨٢٨)، ومع ذلك تفوقت هذه الدراسة من حيث دقتها وشمالتها على سائر اللغات الأخرى ولا تزال مفيدة اليوم.

## قيمة العمل
وكان العمل المتعدد اللغات الأفريقية هو العمل الثاني الذي قام به كويل خلال السنوات الخمس التي قضاها في سيراليون، وكان العمل الأول هو قواعد لغة الفاي في عام 1849. وكان الهدف من ذلك هو استخدام حقيقة أن سيراليون كانت بوتقة انصهر فيها الرقيق السابقون من جميع أنحاء أفريقيا لإعداد قائمة من 280 كلمة أساسية (نوع من قائمة سواديش المبكرة) بحوالي 160 لغة ولهجة. ثم تم تجميعها قدر الإمكان في العائلات. وجاء معظم المخبرين الذين ساهموا في هذا العمل من غرب أفريقيا، ولكن كان هناك آخرون أيضا من أماكن بعيدة مثل موزامبيق. وكانت إحدى المناطق التي لم تكن متوفرة هي الساحل السواحيلي لكينيا وتنزانيا، إذ يبدو أن العبيد من هذه المنطقة كانوا يؤخذون عموما شمالا إلى زنجبار وشبه الجزيرة العربية بدلا من نقلهم جنوبا إلى أمريكا والبرازيل. وقد دُرست نطق جميع الكلمات بعناية باستخدام أبجدية مشابهة، وإن لم تكن مطابقة، لأبجدية كارل ريتشارد ليبسيوس التي لم تكن متوفرة آنذاك. وقد اقتبس اسم هذا الكتاب من عمل معروف دُعي آسيا بوليجلوتا (١٨٢٣) للباحث الألماني يوليوس كلابروث.
وقيمة القائمة ليست لغوية فحسب، لأن العمل لا يشمل الكلمات نفسها فحسب، بل أضاف كويل أيضا سيرة ذاتية قصيرة لكل مخبر، مع معلومات جغرافية عن موطنه الأصلي، وإشارة إلى عدد الأشخاص الآخرين الذين يعرفونهم في سيراليون ويتكلمون نفس اللغة. وقد تبيَّن ان هذه المعلومات، بالإضافة إلى تعداد سكان سيراليون الذي أُجري سنة ١٨٤٨، لا تقدر بثمن للمؤرخين الذين بحثوا في تجارة الرقيق في افريقيا في القرن الـ ١٩. ومن بين الـ 210 مخبرا، كان هناك 179 من الرقيق السابقين (منهم امرأتان)، بينما كان الباقون في الغالب تاجرا أو بحارا. ويظهر تحليل البيانات أن المخبرين الذين قدمهم كويل كانوا في العادة رجالاً متوسطي العمر أو مسنين يعيشون في فريتاون لمدة عشر سنوات أو أكثر. فقد غادر ثلاثة أرباع العبيد السابقين وطنهم قبل أكثر من عشر سنوات، وغادر نصفهم قبل أكثر من 20 سنة، وكان ثلاثة أرباع المخبرين قد تجاوزوا الأربعين من العمر. جانب آخر مثير للاهتمام من الكتاب هو الطريقة التي تم بها جعل المخبرين عبيدا. فبعضهم أُسر في الحرب، وبعضهم اختُطف، وبعضهم باعه أحد الأقارب، وآخرون أُدينوا بسبب دين أو حُكم عليهم بسبب جريمة.
ويتضمن الكتاب خريطة لأفريقيا تبين الموقع التقريبي، بقدر ما يمكن التأكد منه، لكل لغة، أعدها رسام الخرائط أوغست هاينريش بيترمان.